# 追跡〜失踪人捜査官・石森新次郎
追跡〜失踪人捜査官・石森新次郎（ついせき〜しっそうにんそうさかん・いしもりしんじろう）は、TBS系で放送される月曜ゴールデン枠で2008年1月28日に放送された作品である。製作は梟雄舎、TBS。

## キャスト
逗子中央署生活安全課失踪人捜査係
- 石森新次郎…内藤剛志

係長。階級は警部。神奈川県警資料管理部から転任。亡くなった父が定年まで交番勤務の警官だった反動か、出世意欲が強く、県警捜査一課主任という地位までたどり着くも、7年前に家出した妻の自殺という過去が彼の将来に影響していく。賃貸マンションに住んでいる。
- 飯田祐樹…北村有起哉

刑事。以前は刑事課に在籍していた。既婚。
- 坂口智子…林真里花

刑事。息子がいる。
逗子中央署の登場人物
- 佐伯信吾…石倉三郎

刑事課刑事。6年前の平塚東署勤務時に、当時の県警捜査一課主任だった新次郎から罵倒された事を根に持っていたが、彼の事情を知り、理解していく。
- 戸部勝…鈴木浩介

刑事課刑事。佐伯とコンビを組む。
- 富森正二…山西道広

生活安全課課長。
神奈川県警捜査一課
- 有田卓…矢島健一

事件の指揮を執る。新次郎の義兄であり、彼とは警察学校の同期。父は元警察幹部で、新次郎の左遷に影響している。新次郎の妻であった妹･寛子の自殺に自らも責任を感じているため、越権捜査を見逃している部分も。
その他
- 片倉瑶子…原田美枝子

新次郎の昔の恋人。弁護士の夫と離婚した後、実家近くの逗子にサイクルプロショップ｢YOKO's｣を開いている。新次郎の事を｢シンちゃん｣と呼ぶ。
- 石森寛子…山下容莉枝

新次郎の妻。警察官の妻という立場に重荷を感じ、7年前に昔の恋人宅へと家出した。一旦は新次郎に連れ戻されるも、自殺してしまう。

## サブタイトル
| 放送日        | サブタイトル | ゲスト出演者 |
| ------------- | --- | --- |
| 2008年1月28日 | 教えて!あなたが消えた本当の理由…家出夫を捜すセレブ妻と娘…身元不明死体の謎と保険金殺人の疑惑!失踪の真相は古都奈良に | 有森也実、加藤たか子、堀部圭亮、木下ほうか、白川和子、菅原大吉、松井紀美恵、笠井一彦、木下裕介、南條瑞江、小柳友貴美、加門良、真山あかね、伊藤幸純、古川康太、森川綾乃、芳之内優花、河村満里愛、日原大智 |

## スタッフ
- プロデューサー…升本由喜子、田辺昌一
- 脚本…吉川次郎
- 撮影…安田圭
- 照明…小野英仁
- 録音…郡弘道
- VE…栗林信幸
- 美術…稲垣尚夫
- 装飾…山田好男
- 小道具…大藤邦康
- 衣裳…越智雅之
- メイク…田中マリ子
- スタイリスト…藤井享子
- スクリプター…菅真彩子
- スチール…副田宏明
- 車輌…富士映画
- 自転車監修…平子寿晴
- 編集…日下部元孝
- 撮影協力…逗子市経済観光課、逗子市浄水管理センター、六本木クラブ チック、奈良フィルムコミッション、国営飛鳥歴史公園、奈良交通
- 美術協力…GIANT、OGK、NTTドコモ、京セラ、DELL、三洋電機、シマノ
- 制作協力…日活撮影所
- 監督…吉本潤